# Justine Bateman
Justine Tanya Bateman (Rye, 19 febbraio 1966) è un'attrice, scrittrice e produttrice cinematografica statunitense, principalmente nota per il ruolo di Mallory Keaton nella sitcom Casa Keaton. È inoltre proprietaria di una società di produzione e consulenza: la SECTION 5.

## Biografia
Figlia di Victoria e Kent Bateman, il padre è uno sceneggiatore e regista televisivo, mentre il fratello Jason è anche lui attore, noto come "membro minore" dei Frat Pack. Debutta nel 1982, nel ruolo dell'affascinante e superficiale Mallory Keaton nella sitcom Casa Keaton, ruolo che porta avanti fino alla fine della serie, nel 1989. Successivamente approda al cinema nel film Satisfaction, con Julia Roberts e Liam Neeson.
Tra il 1996 e il 1997, entra nel cast di Men Behaving Badly assieme a Rob Schneider e Ron Eldard; interpretando il ruolo di Sarah, la ragazza di Kevin Murphy. Successivamente appare in numerosi film TV e spettacoli teatrali. Tra il 2000 e il 2003 decide di prendersi una pausa dal mondo dello spettacolo ed apre un'agenzia di moda: la Justine Bateman Designs.
All'inizio del 2003 ritorna a recitare comparendo in un episodio di Arrested Development - Ti presento i miei, dove recita il fratello Jason. Dal 2006 compare come guest star in numerose serie televisive, come Men in Trees - Segnali d'amore, Still Standing, Desperate Housewives, Californication, Psych, Private Practice e Criminal Minds: Suspect Behavior. Nel 2007 fonda la sua società di produzione e consulenza, la SECTION 5.

## Vita privata
Nel 2001 si è sposata con Mark Fluent. La coppia ha due figli, Duke e Giannetta.

## Filmografia

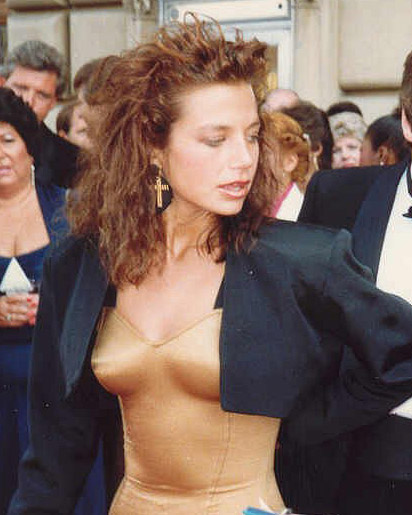
Justine Bateman ai Premi Emmy 1987

- Casa Keaton, Mallory Keaton (1982-1989)
- It's Your Move, Debbie (1984)
- Un salto nel buio, Susan 'Pookie' Anderson (1984)
- ABC Afterschool Special, Sarah White (1985)
- Right to Kill?, Deborah Jahnke (1985)
- Can You Feel Me Dancing?, Karin Nichols (1986)
- Satisfaction, Jennie Lee (1988)
- The Fatal Image, Megan Brennan (1990)
- The Closer, Jessica Grant (1990)
- Deadbolt, Marty Hiller (1992)
- In the Eyes of a Stranger, Lynn Carlson (1992)
- Primary Motive, Darcy Link (1992)
- Beware of Dog, Linda Irving (1993)
- The Night We Never Met, Janet Beehan (1993)
- Terror in the Night, Robin (1994)
- Another Woman, Lisa Temple (1994)
- A Bucket of Blood, Carla (1995)
- The Acting Thing (1996)
- God's Lonely Man, Meradith (1996)
- Kiss & Tell, Molly McMannis (1996)
- Lois & Clark - Le nuove avventure di Superman, Sarah/Zara (1996)
- Men Behaving Badly, Sarah Mitchell (1996-1997)
- Highball, Sandy (1997)
- I Rugrats, Art Patron (1999)
- Say You'll Be Mine, Chelsea (1999)
- Out of Order, Annie (2003)
- Humor Me, Paula (2004)
- The Hollywood Mom's Mystery, Lucy Frees (2004)
- Still Standing, Terry (2004–2005)
- Trailer for a Remake of Gore Vidal's Caligula, Attia (2005)
- Untitled Patricia Heaton Project, Cindy (2006)
- Arrested Development - Ti presento i miei, Nellie Bluth (2006)
- TV Set, Natalie Klein (2006)
- To Have and to Hold, Meg (2006)
- Men in Trees - Segnali d'amore, Lynn Barstow (2006-2007)
- Hybrid, Andrea (2007)
- Desperate Housewives, Ellie Leonard (2008)
- Californication, Mrs. Patterson (2008)
- Psych, Victoria Parker (2009)
- Celebrity Ghost Stories (2009)
- Private Practice (2010)
- Criminal Minds: Suspect Behavior, Margaret (2011)

## Doppiatrici italiane
Nelle versioni in italiano dei suoi lavori, Justine Bateman è stata doppiata da:
- Daniela Abbruzzese in Men in Trees - Segnali d'amore, Psych
- Silvia Tognoloni in Casa Keaton
- Cinzia Villari in Desperate Housewives
- Cristina Boraschi in Criminal Minds: Suspect Behavior
- Antonella Alessandro in Private Practice